# Athroisma
 Athroisma   DC., 1833 è un genere di piante angiosperme dicotiledoni della famiglia delle Asteraceae, sottofamiglia Asteroideae, tribù Athroismeae e sottotribù Athroismeae.

## Etimologia
Il nome del genere deriva dalla parola greca "athro" (= affollato).
Il nome scientifico del genere è stato definito dal botanico Augustin Pyramus de Candolle (1778-1841) nella pubblicazione " Archives de Botanique. Paris" (  Arch. Bot. (Paris) 2: 516) del 1883.

## Descrizione
Portamento. Le piante di questo genere hanno un ciclo biologico perenne con un habitus erbaceo o arbustivo.
Fusto. La parte aerea in genere è eretta, semplice o ramosa. 
Foglie. Le foglie lungo il caule sono disposte in modo alternato. Sono sessili e talvolta picciolate. La lamina ha un contorno da lineare a ovato, oppure obovato. I margini variano da interi a pennatofidi. La superficie è trinervata.
Infiorescenza. Le infiorescenze (sinflorescenze) sono formate da capolini omogami o eterogami solitari o riuniti a formare infiorescenze compatte o di tipo panicolato. I capolini possono essere sessili o peduncolati di tipo da radiato a disciforme; è composto da un involucro, con forme da campanulate (o globose) o emisferiche, formato da diverse brattee, al cui interno un ricettacolo fa da base ai fiori di due tipi: raggio (non sempre presenti) e disco. Le brattee, poche (da 0 a 2), piatte, a consistenza erbacea con dimensioni più o meno uguali oppure graduate con differenti lunghezze (disposizione embricata) si trovano su più serie (da 1 a 4). Il ricettacolo è strettamente  conico con pagliette a protezione della base dei fiori.
Fiori.  I fiori sono tetra-ciclici (formati cioè da 4 verticilli: calice – corolla – androceo – gineceo) e pentameri (calice e corolla formati da 5 elementi). I fiori del disco sono ermafroditi, raramente solo funzionalmente maschili. I fiori del raggio sono femminili, qualche volta con androceo. I fiori sono tutti attinomorfi, raramente sono zigomorfi. Quelli solamente femminili (da 0 a 2) sono pochi o assenti con corolle filiformi; quelli ermafroditi sono da 4 a 45 con corolle campanulate.
- Formula fiorale:

*/x K {\displaystyle \infty }, [C (5), A (5)], G 2 (infero), achenio 
- Calice: i sepali del calice sono ridotti ad una coroncina di squame.

- Corolla:

- fiori del raggio: la forma della corolla alla base è più o meno tubulosa-imbutiforme, mentre all'apice è filiforme; la ligula può terminare con alcuni denti; il colore in genere è bianco o rosa;
- fiori del disco: la forma è tubulare bruscamente divaricata in 4-5 lobi; i lobi, patenti o eretti, hanno una forma deltata o più o meno lanceolata; i colori sono bianco o rosa.

- Androceo: l'androceo è formato da 4-5 stami sorretti da filamenti generalmente liberi; gli stami sono connati e formano un manicotto circondante lo stilo; le teche (produttrici del polline) alla base sono troncate, non sono speronate e hanno una coda. Il tessuto endoteciale (rivestimento interno dell'antera) è quasi sempre polarizzato (con due superfici distinte: una verso l'esterno e una verso l'interno). Il polline è sferico con un diametro medio di circa 25 micron;  è tricolporato (con tre aperture sia di tipo a fessura che tipo isodiametrica o poro) ed è echinato (con punte sporgenti).

- Gineceo: l'ovario è infero uniloculare formato da 2 carpelli. Lo stilo, il recettore del polline, è bifido con due stigmi divergenti; possiede delle linee stigmatiche marginali separate o contigue. I due bracci dello stilo (se è bifido) hanno una forma da lanceolata a deltoide e possono essere papillosi o ricoperti da ciuffi di peli.

Frutti. II frutti sono degli acheni con pappo. La forma dell'achenio è sub-affusolata da ellittica a obovata, con coste longitudinali ed epidermide senza cristalli. Il pappo è formato da una corona di tricomi doppi; a volte è assente.

## Biologia
Impollinazione: l'impollinazione avviene tramite insetti (impollinazione entomogama tramite farfalle diurne e notturne).

Riproduzione: la fecondazione avviene fondamentalmente tramite l'impollinazione dei fiori (vedi sopra).

Dispersione: i semi (gli acheni) cadendo a terra sono successivamente dispersi soprattutto da insetti tipo formiche (disseminazione mirmecoria). In questo tipo di piante avviene anche un altro tipo di dispersione: zoocoria. Infatti gli uncini delle brattee dell'involucro (se presenti) si agganciano ai peli degli animali di passaggio disperdendo così anche su lunghe distanze i semi della pianta. Inoltre per merito del pappo (se presente) il vento può trasportare i semi anche a distanza di alcuni chilometri (disseminazione anemocora).

## Distribuzione e habitat
Le specie di questo genere sono distribuite sulle coste dell'oceano Indiano (Africa orientale, India, Indocina e Malesia).

## Sistematica
La famiglia di appartenenza di questa voce (Asteraceae o Compositae, nomen conservandum) probabilmente originaria del Sud America, è la più numerosa del mondo vegetale, comprende oltre 23.000 specie distribuite su 1.535 generi, oppure 22.750 specie e 1.530 generi secondo altre fonti (una delle checklist più aggiornata elenca fino a 1.679 generi). La famiglia attualmente (2021) è divisa in 16 sottofamiglie; la sottofamiglia Asteroideae è una di queste e rappresenta l'evoluzione più recente di tutta la famiglia.

### Filogenesi
Il gruppo di questa voce è descritto nella sottotribù Athroisminae (tribù Athroismeae). La tribù Athroismeae, una delle 21 tribù della sottofamiglia Asteroideae, fa parte del supergruppo (o sottofamiglia) "Asteroideae grade"; l'altro è il supergruppo "Non-Asteroideae".  In base alle ultime ricerche nella tribù sono stati individuate 5 sottotribù. La sottotribù Athroisminae si trova, da un punto di vista filogenetico, in posizione "basale" , ossia è stato il primo gruppo a separarsi dal resto della tribù. La sottotribù è caratterizzata da capolini raccolti in compatti glomeruli e da acheni neri (carbonizzati) e obcompressi.
Nell'ambito della sottotribù il genere di questa voce con il genere Leucoblepharis forma un "gruppo fratello".
I caratteri distintivi del genere sono:
- le brattee dell'involucro sono erbacee e sono più brevi dei capolini;
- negli acheni gli apici dei tricomi doppi sono divergenti o curvi.

### Elenco delle specie
Questo genere ha 12 specie:
- Athroisma boranense Cufod.
- Athroisma fanshawei  Wild
- Athroisma gracile  (Oliv.) Mattf.
- Athroisma hastifolium  Mattf.
- Athroisma inevitabile  T.Erikss.
- Athroisma laciniatum  DC.
- Athroisma lobatum  (Klatt) Mattf.
- Athroisma pinnatifidum  T.Erikss.
- Athroisma proteiforme  (Humbert) Mattf.
- Athroisma psilocarpum  T.Erikss.
- Athroisma pusillum  T.Erikss.
- Athroisma stuhlmannii  (O.Hoffm.) Mattf.

### Sinonimi
Sono elencati alcuni sinonimi per questa entità:
- Aetheocephalus Gagnep.
- Polycline  Oliv.